# Остоич, Горан
Горан Остоич (серб. Горан Остојић / Goran Ostojić; 20 января 1962, Бачко-Добро-Поле — 28 июля 1998, Юник) — подполковник Вооружённых сил Югославии, начальник штаба 63-й парашютной бригады. Погиб в бою против АОК.

## Биография

### Ранние годы
Горан Остоич родился 20 января 1962 года в городе Бачко-Добро-Поле. В начальную школу пошёл в возрасте 5 лет, вскоре переехал с родителями в Ягодину. В начальной школе увлекался любительской радиосвязью и конструированием авиамоделей. В возрасте 13 лет стал донором крови, а в 14 лет стал самым юным парашютистом в клубе «Наши крылья» (серб. Наша крила), увлекался полётами на дельтаплане и винтовых самолётах, играл в футбол и баскетбол, занимался карате. Окончил школу в возрасте 17 лет, поступил в Военную академию, окончил её с отличием и был направлен в элитную 63-ю парашютную бригаду.

### Служба в армии
За время своей службы Остоич прошёл путь от командира отделения от начальника штаба бригады. В 1991 году во время Десятидневной войны в Словении он с группой из 18 десантников удерживал аэропорт Церкле, прикрывая эвакуацию авиатехники и личного состава частей ВВС Югославии. Участвовал в боях в Бихаче, Пуле и Земунике. Во время Боснийской войны совершил прыжок с парашютом. О нём как о командире и бойце высоко отзывался генерал Небойша Павкович в своей книге «Смесь пороха и смерти в Косово и Метохии».
Горан Остоич погиб в бою против албанских сепаратистов из АОК 28 июля 1998 года в Юнике, недалеко от пограничной заставы Кошаре, где меньше чем через год разгорелось ещё одно известное сражение. В ходе того сражения югославские войска потеряли убитыми 108 человек. В районе горы Юник, около объекта Раденица, к востоку от Гуноваца на группу Остоича напали из засады албанцы, открыв по югославским бойцам огонь: Остоич попытался вывести своих людей из окружения. Хотя начальник штаба бригады был в бронежилете, одна из выпущенных пуль попала в незащищённое бронежилетом место и пробила аорту, в результате чего Остоич погиб мгновенно. В ходе того же боя погибли ещё три человека: взводный первого класса Срджан Станчетич (серб. Срђан Станчетић), взводный первого класса Драган Душанич (серб. Драган Душанић) и рядовой Радош Церович (серб. Радош Церовић).

### Семья
Горан Остоич оставил супругу Марину и сына Богдана, проживающих ныне в Нише. Посмертно он был произведён в подполковники и награждён орденом «За храбрость».
Мать — Йованка Остоич, учительница и поэтесса, в 2013 году выпустила сборник «И бог склоняется, чтобы сорвать цветок», посвящённый сыну. В том же году в возрасте 80 лет совершила свой первый прыжок с парашютом.

## Память
- С 1999 года ежегодно в Ягодине 21 мая проводится памятный кубок среди парашютистов и десантников, названный в честь подполковника Горана Остоича[4]. В программу входят кросс, карате, разведывательное многоборье, стрельба, дзюдо, парашютный спорт и аэробатика[9].
- В 2002 году в память подполковника Горана Остоича и майора ВВС Югославии Зорана Радосавлевича был учреждён парашютный клуб при Военной академии Югославии[4]. В самой академии ежегодно проводится турнир по кикбоксингу и савату[10], причём одним из организаторов турнира является клуб по савату «Горан Остоич»[11].
- Имя подполковника носят начальная школа[серб.] в Ягодине[4][5], улица, клуб юных разведчиков и другие объекты[2].
- В 2018 году в городской общине Палилула был торжественно открыт общественный гараж, которому присвоили имя Горана Остоича. На открытии присутствовали ветераны 63-й парашютной бригады[12].
- 28 января 2023 года в городе Бачко-Добро-Поле, где родился Остоич, был торжественно открыт памятник подполковнику. На открытии присутствовали министр обороны Сербии Милош Вучевич и вдова Горана[1].